# Tour della nazionale maschile di rugby a 15 dell'Australia 1928
Tra il 1921 e il 1928 molte selezioni australiane di rugby a 15 hanno girato il mondo.
In realtà questi tour erano organizzati sotto l'egida della New South Wales Rugby Union, la federazione del Nuova Galles del Sud. Ma in pratica si trattava della nazionale australiana di rugby union, in quanto la federazione del Queensland si era sciolta nel 1919, dopo che la maggior parte dei club si erano convertiti al Rugby League e analoga sorte era avvenuta negli stati australiani dove la scena era (ed è) dominata dal Football australiano.
Per questo motivo, come i precedenti del 1921-25 e soprattutto quello del 1927-1928 questo è annoverato tra i tour della nazionale di rugby a 15 dell'Australia.
La federazione neozelandese, a differenza di quelle europee, non riconobbe mai come ufficiali i match disputati dalla sua nazionale contro i Waratahs. Per quanto riguarda l'Australia esse vennero annoverate tra i match della rappresentativa dello Stato di Sydney e solo nel 1986 l'Australian Rugby Union riconobbe tali match come incontri ufficiali della nazionale australiana.
Da segnalare comunque che la vera nazionale neozelandese era in quel periodo impegnata in tour in Africa del Sud, dunque la selezione neozelandese era formata da seconde scelte e soprattutto da giocatori maori, non graditi dal governo razzista sudafricano.

## Risultati
Sistema di punteggio: meta = 3 punti, Trasformazione=2 punti. Punizione e calcio da mark= 3 punti. drop = 4 punti. 
| Arbitro: | F Sutherland |

|                                 |           |                                      |
| mete: Cooke c.p.: Bradanovich 4 | Marcatori | mete: Rosenblum 2, White c.p.: White |

| Arbitro: | G McKenzie |

|                                                                       |           |                                                           |
| mete: Knight, Porter, Robinson trasf.: Bradanovich 2 c.p.:Bradanovich | Marcatori | mete: Hemingway, Loudon, Malcolm, O'Connor trasf.: George |

| Arbitro: | F Sutherland |

|                                      |           |                                                |
| mete:McClymont, Oliver trasf.:Oliver | Marcatori | mete: Hemingway, Loudon, Smairl trasf.: Towers |

| Arbitro: | H Leith |

|              |           |                                       |
| c.p.:Nepia 3 | Marcatori | mete: Rosenblum, Towers trasf.: Croft |